# Ковнер, Фёдор Александрович

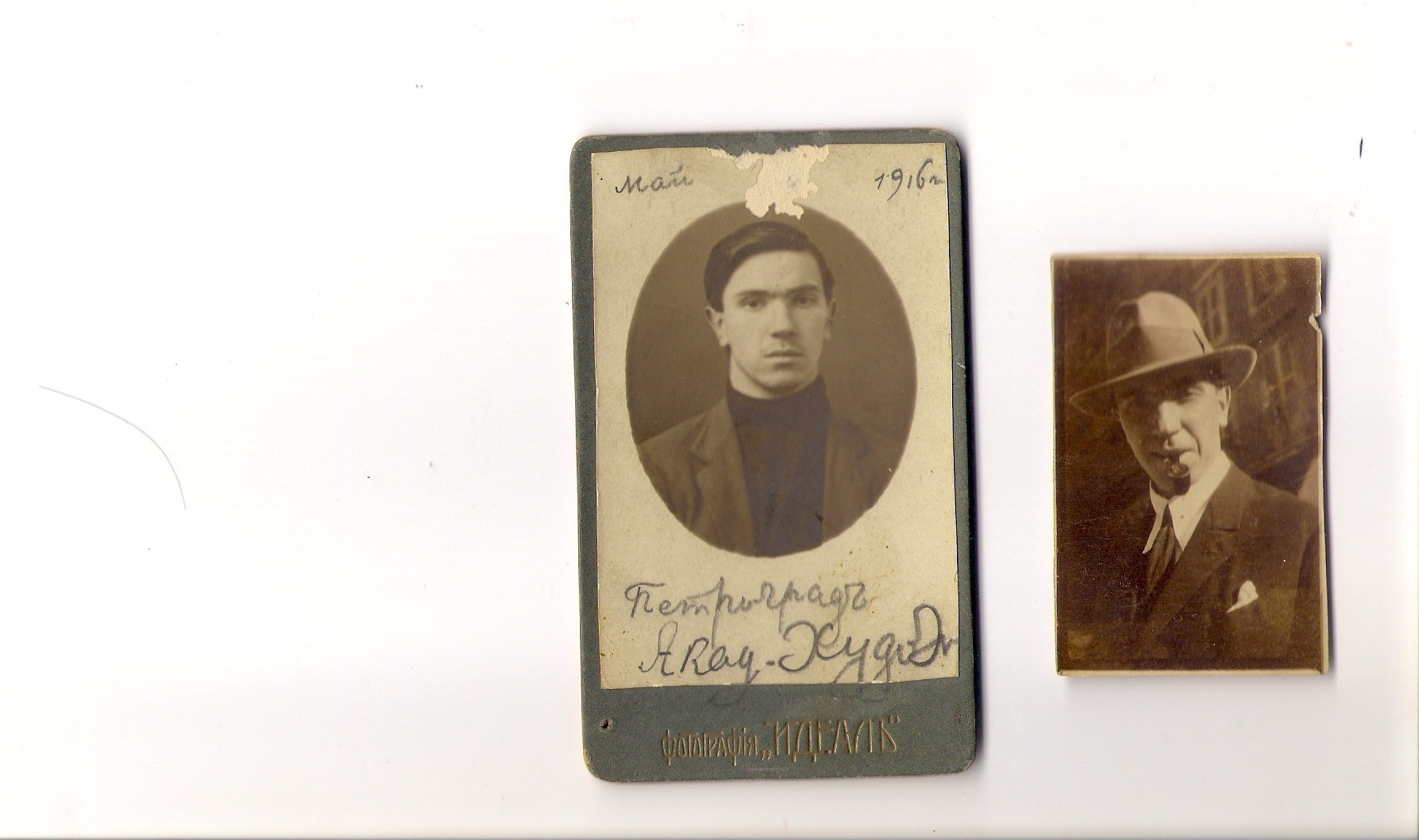
KOVNER THEODORE

Федор Александрович Ковнер (фр. Théodor Kovner) (25 февраля / 9 марта 1895 (Одесса) — 8 июня 1977 (Париж)) — российский живописец, участник Белого движения, в 20-е годы XX века эмигрировал во Францию.

## Биография
Александр Фёдорович Ковнер родился в Одессе в 1895 году. В 1907—1913 учился в Одесском художественном училище, с 1913 — в Императорской Академии художеств, в мастерской В. Е. Савинского. Курс не окончил: в 1916 был призван в армию и определен юнкером в Павловское военное училище. Весной 1917 в чине прапорщика служил в Иркутске, затем в частях Белой армии.
В 1923 году эмигрировал во Францию, поселился в Провансе и устроился рабочим. С 1933 жил в Париже.
Во время немецкой оккупации Парижа был арестован за возможную связь с ГПУ.
Из архивов Гестапо: 20 января 1942 г.

КОВНЕР Теодор, национальности русской и вероисповедания православного, родился 25 февраля 1895 г., в Одессе (Россия), от Александра и Владиченковой Харитины, не женат.
Въехав во Францию 7 декабря 1923 г., он всегда соблюдал правила, регламентирующие пребывание иностранцев на нашей территории и владеет идентификационной картой n°40.С.K.03722, действительной до 18 декабря 1942 г..
Этот иностранец, который [вроде как — употр. условного времени] учился в Петрограде, называет себя бывшим офицером Российской Имперской Армии, потом армии Врангеля. В 1920 г., как белогвардеец, он [вроде как] бежал в Константинополь, перед тем как приехать во Францию.
31 мая 1940 г. он записался добровольцем как сержант в Иностранный Легион и был включен в лагерь в Сантонэ (департамент Рон). Отправленный на склад Марш в Сэт-Фон (департамент Тарн и Гаронн), он был демобилизован в Кассод (департамент Тарн и Гаронн) 12 августа того же года. Он вернулся в Париж 31-го этого же месяца.
С 1932 г. он живет в Городке Артистов, 189 ул. Орденер, где он занимает маленькое жилье с месячной оплатой в 105 франков, нерегулярно оплаченной. До этого он жил по адресу 163 проспект Виктор Гюго.
Как художник, Ковнер выполняет только редкие работы для частных лиц. Он живет в основном за счет пособия, которое ему начислили с сентября 1934 г. Специальным Фондом Безработицы 25 ул. Рошфуко.
По своему адресу проживания известно, что он замечен в активном участии в манифестациях которые прошли в Городке Артистов, c 1934 по 1937 гг.. Эти выступления, под прикрытием требований об аренде жилья, были проведены под руководством коммунистических деятелей из Секции 18-го округа. Однако, с тех времен, Ковнер всегда соблюдал корректное отношение, и не предполагается, что он действительно был членом партии.
Он известен в наших архивах как опрошенный в деле убийства банкира Навашина, и был обвинен как агент ГПУ. Кроме того, сигнализирован как подозреваемый в подпольной пропаганде в пользу бывшей Коммунистической партии, посещение на дому было осуществлено нашими службами 5 ноября прошлого года — эта операция не дала никаких результатов. К тому же, в его окружении, нет никакой информации позволяющей предположить, что он занимался подрывной политической деятельностью после роспуска революционных организаций.
Ковнер имеет положительную характеристику.
Его имя не фигурирует в Регистре приговоров. 

Ковнер писал натюрморты, портреты и ню в импрессионистской манере. С 1929 выставлялся в салоне Сверхнезависимых, позже — в салонах: Осеннем (1941, 1970—1975), Независимых (1942, 1953—1958), Тюильри и Comparaisons (1957—1963, 1965, 1967—1972, 1974). В 1934 провел персональную выставку в галерее Zaсk, в 1946 — ретроспективную выставку в галерее Ariel.
Работы были показаны на выставках, организованных Союзом советских патриотов (1946, 1947), и на выставке «Русские художники Парижской школы» в Доме французской мысли (1961). Репродукции публиковались в «Beaux-Arts» и «Arts».
Умер 8 июня 1977 году в Париже, похоронен 13 июня 1977 года на парижском кладбище Сент-Уан (новая часть, 17-й дивизион, 19 линия, номер захоронения 55)